# Paraethria mapiria
Paraethria mapiria är en fjärilsart som beskrevs av Max Wilhelm Karl Draudt 1915. Paraethria mapiria ingår i släktet Paraethria och familjen björnspinnare. Inga underarter finns listade i Catalogue of Life.